# Почесні звання Татарстану
Почесні звання Республіки Татарстан — державні нагороди Татарстану.

## Список почесних звань
Законом Республіки Татарстан від 24 березня 2004 року № 25-ЗРТ «Про державні нагороди Республіки Татарстан» встановлено такі почесні звання:
1. Народний артист Республіки Татарстан
2. Народний письменник Республіки Татарстан
3. Народний поет Республіки Татарстан
4. Народний учитель Республіки Татарстан
5. Народний художник Республіки Татарстан
6. Заслужений агроном Республіки Татарстан[tt]
7. Заслужений артист Республіки Татарстан
8. Заслужений архітектор Республіки Татарстан[tt]
9. Заслужений ветеринарний лікар Республіки Татарстан[tt]
10. Заслужений лікар Республіки Татарстан[tt]
11. Заслужений геолог Республіки Татарстан[tt]
12. Заслужений діяч мистецтв Республіки Татарстан
13. Заслужений діяч науки Республіки Татарстан[tt]
14. Заслужений тваринник Республіки Татарстан[tt]
15. Заслужений землевпорядник Республіки Татарстан[tt]
16. Заслужений зоотехнік Республіки Татарстан[tt]
17. Заслужений винахідник Республіки Татарстан[tt]
18. Заслужений лісівник Республіки Татарстан[tt]
19. Заслужений машинобудівник Республіки Татарстан[tt]
20. Заслужений меліоратор Республіки Татарстан[tt]
21. Заслужений механізатор сільського господарства Республіки Татарстан[tt]
22. Заслужений нафтовик Республіки Татарстан[tt]
23. Заслужений працівник вищої школи Республіки Татарстан[tt]
24. Заслужений працівник житлово-комунального господарства Республіки Татарстан[tt]
25. Заслужений працівник охорони здоров'я Республіки Татарстан[tt]
26. Заслужений працівник культури Республіки Татарстан[tt]
27. Заслужений працівник легкої промисловості Республіки Татарстан[tt]
28. Заслужений працівник харчової промисловості Республіки Татарстан[tt]
29. Заслужений працівник інформатизації та зв'язку Республіки Татарстан[tt]
30. Заслужений працівник сільського господарства Республіки Татарстан[tt]
31. Заслужений працівник соціального захисту населення Республіки Татарстан[tt]
32. Заслужений працівник сфери обслуговування населення Республіки Татарстан[tt]
33. Заслужений працівник сфери молодіжної політики Республіки Татарстан
34. Заслужений працівник транспорта Республіки Татарстан[tt]
35. Заслужений працівник фізичної культури Республіки Татарстан[tt]
36. Заслужений раціоналізатор Республіки Татарстан[tt]
37. Заслужений співробітник органів внутрішніх справ Республіки Татарстан[tt]
38. Заслужений рятувальник Республіки Татарстан[tt]
39. Заслужений будівельник Республіки Татарстан[tt]
40. Заслужений учитель Республіки Татарстан[tt]
41. Заслужений хімік Республіки Татарстан[tt]
42. Заслужений еколог Республіки Татарстан[tt]
43. Заслужений економіст Республіки Татарстан[tt]
44. Заслужений енергетик Республіки Татарстан[tt]
45. Заслужений юрист Республіки Татарстан[tt]
46. Заслужений працівник друку та масових комунікацій Республіки Татарстан

## Нагрудний знак
Удостоєним почесних звань вручається відповідний нагрудний знак. Опис нагрудного знака до почесних звань затверджується Президентом Республіки Татарстан.
Нагрудний знак до почесного звання носиться праворуч грудей.
Указом Президента Республіки Татарстан від 16 червня 2004 року № УП-460 «Про заходи щодо реалізації Закону Республіки Татарстан „Про державні нагороди Республіки Татарстан“» затверджено опис нагрудного знака.
Нагрудний знак має форму кола діаметром 34 мм та виготовляється із срібла 925 проби.
На лицьовій стороні знака вміщено рельєфне зображення динамічної композиції з похилих різновеликих смуг та п'ятикутної зірки на передньому плані, що символізує прагнення нових трудових досягнень. По колу медалі рельєфні написи: зліва «Атказанган хезмәткәр» та праворуч — «Заслужений працівник» .
На звороті знака розміщено рельєфний напис «ТАТАРСТАН», під ним — зображення лаврової гілки.
Знак за допомогою вушка та кільця з'єднується з прямокутною колодкою, обтягнутою шовковою стрічкою муарової зелено-біло-червоного кольору (колір державного прапора Республіки Татарстан). Ширина стрічки — 12 мм, ширина зеленої та червоної смуг — 5 мм, ширина білої смуги — 2 мм.

## Почесні звання Татарської АРСР
Указом Президії Верховної Ради Татарської АРСР від 1 лютого 1940 року «Про почесні звання Татарської АРСР та Почесну грамоту Президії Верховної Ради Татарської АРСР» було встановлено почесні звання Татарської АРСР:
1. Заслужений діяч науки та техніки Татарської АРСР
2. Народний артист Татарської АРСР
3. Заслужений митець Татарської АРСР
4. Заслужений артист Татарської АРСР
5. Заслужений діяч школи Татарської АРСР
6. Заслужений лікар Татарської АРСР

Указом Президії Верховної Ради Татарської АРСР від 7 грудня 1948 року встановлено почесне звання «Народний художник Татарської АРСР».
24 березня 2004 року указ та всі наступні акти про нагороди Татарської АРСР втратили чинність.